# 謝拉區 (阿班加雷斯縣)
10°17′11″N 84°55′47″W / 10.28639°N 84.92972°W
謝拉區（西班牙語：Sierra），是哥斯達黎加的行政區，位於該國西北部瓜納卡斯特省，由阿班加雷斯縣負責管轄，面積141平方公里，2013年人口2,589人，人口密度每平方公里18人。